# Foramen stylo-mastoïdien
Le foramen stylo-mastoidien (ou trou stylo-mastoïdien) est un orifice pair de la partie postérieure de la face inférieure de la partie pétreuse de l'os temporal.

## Description
Le foramen stylo-mastoïdien est situé en arrière du processus styloïde de l'os temporal et en avant du processus mastoïde.
Il forme au fond d'une dépression l'orifice inférieur du canal du nerf facial.
Il laisse passer le nerf facial (nerf crânien VII) et l'artère stylo-mastoïdienne.

## Aspect clinique
La paralysie faciale a frigore peut résulter d'une inflammation du nerf facial quand il sort du crâne au niveau du foramen stylo-mastoïdien. Les patients atteints de cette maladie présentent une déviation du visage du côté touché.